# Stralsunder Tor

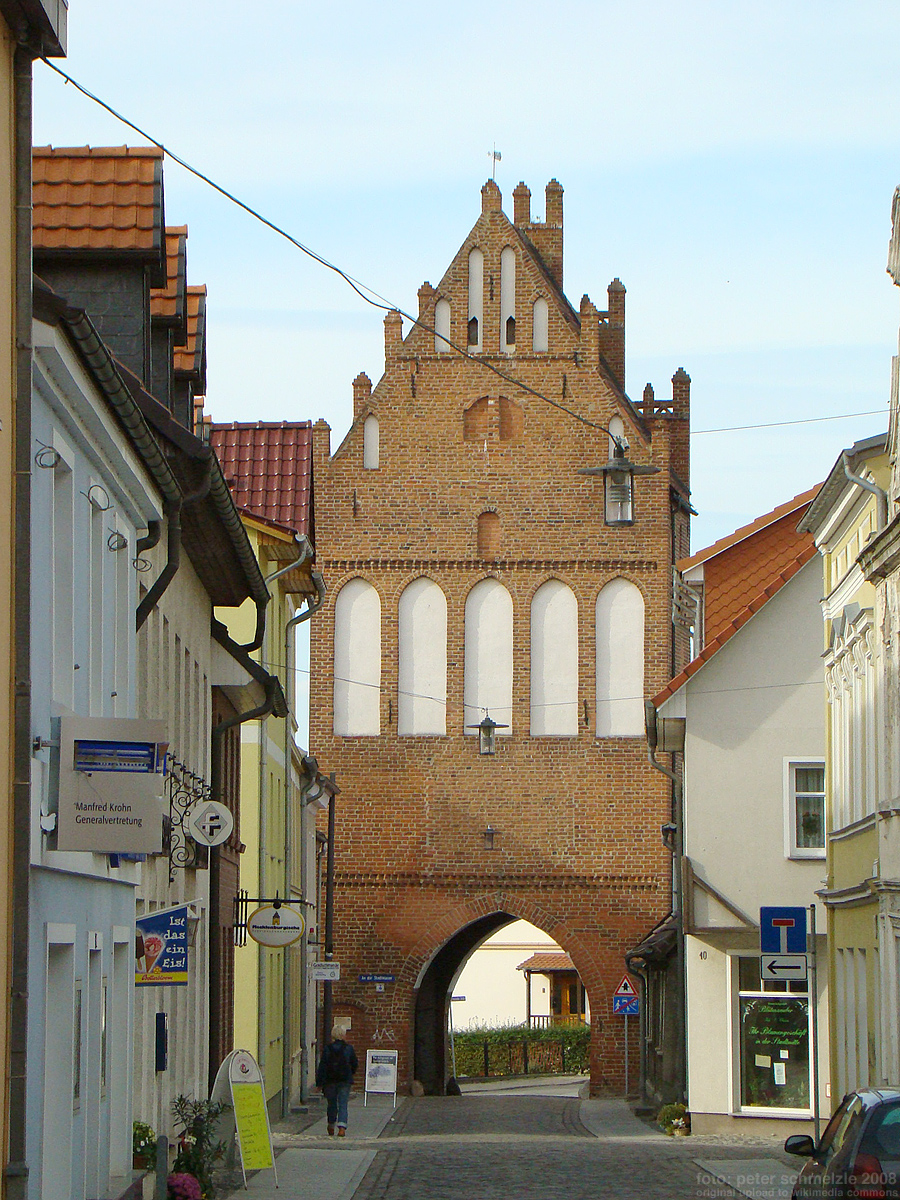
Das Stralsunder Tor von der Sundischen Straße (Stadtseite) aus gesehen

Das  Stralsunder Tor in Grimmen ist eines der drei noch vorhandenen Tore der Wehranlage, welche die Stadt umgab. Es wird auch „Sundisches Tor“ genannt. Das sechsgeschossige, 25,2 Meter hohe Backsteintor wurde um 1320/30 auf einem Feldsteinsockel errichtet und sicherte die Straße nach Stralsund. Es wurde landseitig sehr umfangreich mit einem glasierten Maßwerkfrieß sowie mehreren deutschen Bändern verziert. Zur Stadtseite ist es wesentlich schlichter gehalten. Fast alle Öffnungen wurden vermauert. Auffällig sind hier die fünf markanten Putzblenden sowie der rund fünf Meter breite Wehrgang am Tor. Das steile Satteldach wird durch blendenverzierte Staffelgiebel begrenzt, welche das Tor im 15. Jahrhundert erhielt.
Nach der Nutzung als Wehrtor wurde es im Jahr 1813 Wohnung des Gerichtsknechtes und diente bis 1850 teilweise als Gefängnis. Im Jahr 1910 beschädigte ein Blitzschlag das Tor, konnte aber detailgetreu wiederhergestellt werden. In den Jahren 1978 und 1991 erfolgten umfangreiche Restaurierungsarbeiten.